# Sumatracochoa
Sumatracochoa (Cochoa beccarii) är en hotad fågel i familjen trastar som förekommer i Indonesien.

## Utseende och läten
Sumatracochoan är en stor (28 cm) trast som lever sitt liv högt upp i trädtaket. Hanen är mest svart med tydligt puderblått på hjässan, i en fläck på vingen och vid stjärtroten. Honan är mer färglös med beigefärgade kinder och strupe. Likt andra arter i släktet hörs den sjunga en tunn, ljus och utdragen vissling.

## Utbredning och systematik
Sumatracochoan förekommer i högländer på Sumatra. Den behandlas som monotypisk, det vill säga att den inte delas in i några underarter.

## Status och hot
Sumatracochoan har en liten världspopulation bestående av uppskattningsvis endast 2 500–10 000 vuxna individer. Den tros också minska i antal till följd av habitatförlust. Den är därför upptagen på internationella naturvårdsunionen IUCN:s röda lista över hotade arter, kategoriserad som sårbar (VU).

## Namn
Brian Houghton Hodgson gav fåglarna i släktet namnet Cochoa efter nepalesiska skogsarbetare som kallade purpurcochoa för Cocho.